# Sołtanowszczyzna
Sołtanowszczyzna (biał. Салтанаўшчына; ros. Солтановщина) – agromiasteczko na Białorusi, w obwodzie mińskim, w rejonie nieświeskim, w sielsowiecie Łań.
Znajduje się tu zabytkowa parafialna cerkiew prawosławna pw. Świętej Trójcy.

## Historia
W XIX i w początkach XX w. wieś i folwark położone w Rosji, w guberni mińskiej, w powiecie słuckim, w gminie Howiezna. Folwark należał do ordynacji nieświeskiej.
W dwudziestoleciu międzywojennym wieś, folwark i leśniczówka leżące w Polsce, w województwie nowogródzkim, w powiecie nieświeskim, do 1 października 1927 w gminie Lisuny, następnie w gminie Łań. Demografia w 1921 przedstawiała się następująco:
W 1934 roku, pół kilometra od granicy polsko-sowieckiej w Sołtanowicach wzniesiono pomnik Józefa Piłsudskiego.
|                              | Liczba mieszkańców | Budynki | Narodowość  | Narodowość | Narodowość | Narodowość        | Wyznanie    | Wyznanie   | Wyznanie |
| Polacy                       | Liczba mieszkańców | Budynki | Białorusini | Żydzi      | inna       | rzymskokatolickie | prawosławne | mojżeszowe |          |
| ---------------------------- | ------------------ | ------- | ----------- | ---------- | ---------- | ----------------- | ----------- | ---------- | -------- |
| wieś Sołtanowszczyzna        | 311                | 54      | 14          | 290        | 6          | 1                 | 16          | 289        | 6        |
| folwark Sołtanowszczyzna     | 44                 | 3       | 39          | 5          | –          | –                 | 13          | 31         | –        |
| leśniczówka Sołtanowszczyzna | 7                  | 1       | 7           | –          | –          | –                 | 7           | –          | –        |

W pobliżu wsi przebiegała wówczas granica ze Związkiem Sowieckim. Znajdowała się tu strażnica KOP „Sołtanowszczyzna”.
Po II wojnie światowej w granicach Związku Sowieckiego. Od 1991 w niepodległej Białorusi.